# Aeroportul Arba Minch
Aeroportul Arba Minch (IATA: AMH, ICAO: HAAM) este un aeroport din Etiopia ce deservește zona Arba Minch. A fost deschis în noiembrie 1998 și numit după zona deservită.
Situat la o altitudine de 1.187 m, aeroportul dispune de o singură pistă.